# フォーバル
株式会社フォーバル (FORVAL Corporation) は、中小企業に対し、主にビジネスフォン、OA機器、セキュリティーシステムやウェブサイト作成サービスなどの卸売販売を行う企業。
代表取締役会長は大久保秀夫、代表取締役社長は中島將典。

## 沿革
- 1980年（昭和55年）- 新日本工販株式会社設立。
- 1983年（昭和58年）- 東京都渋谷区に本社移転。
- 1987年（昭和62年）- 孫正義と共同でLeast Cost Routing開発・提供開始。
- 1988年（昭和63年）- 店頭登録銘柄として株式公開。
- 1991年（平成3年）
  - 現社名に改称。
  - 4月 - 完全子会社としてフォーバルシーディーケーを設立。
- 1992年（平成4年）- フォーバルシーディーケーをファーバル総研に改称し、かもめサービスのスーパーディスプレーホン（SDP）を連鎖販売取引で販売開始。
- 2000年（平成12年）- 子会社のフォーバルテレコムがマザーズ上場。
- 2003年（平成15年）- 法人向けの0AB - J型IP電話、FTフォン発売。
- 2004年（平成16年）- オフィスサプライのオンラインショップ「i-BOX」。
- 2006年（平成18年）
  - FortiGate全国販売。
  - 8月 - ジュリアーニ元NY市長のジュリアー二・パートナーズとの合弁会社ジュリアーニ・セキュリティ＆セーフティ・アジアを設立（CEOは齋藤ウィリアム浩幸）。
- 2009年（平成21年）- フリードを子会社化
- 2013年（平成25年）- アイテックを子会社化
- 2014年（平成26年）- 東京証券取引所第二部に市場変更。その後、東京証券取引所第一部に指定替え。
- 2023年（令和5年）- 東京証券取引所スタンダード市場へ移行[2]。

## 概要
- 日本電信電話公社の民営化と電気通信事業の自由化で、通信事業に新規参入して収益を上げた。
- 業容拡大の過程でNTTの反撃を恐れた大久保が「自社を大きくするよりも同業の数を増やすことで潰されにくくする」方針で開業セミナーの開催や代理店の独立を推進し、OB会社がOA販社を中心に多い[3]。

### 過去商品
- NTT貸与の電話機を市販ビジネスフォンに取り替え、10年間無償保守を謳いリース提供した。
- LCRの一種であるNCC-BOXを無償配布し、新電電から販売奨励金を得た。
- 市内電話、NTT、長距離電話の新電電、国際電話、携帯電話、インターネット料金など複数の請求をまとめるワンビリングサービス『fitコール』。
- 市内通話を2分5.5円で提供する「55フォン」。
- 主要都市部のみで法人向け0AB - J型IP電話『FTフォン』、NTTフレッツで「050FTフォン」。

## 関連子会社
※ 階層別

### 主な連結子会社
- フォーバルテレコム：伝送網を持たない通信事業者（旧・第二種通信事業者）で、フォーバルの販売したサービスの請求手続きを行う。
  - トライエックス：オンデマンド印刷を扱う。
- BBコミュニケーションズ：ソフトバンクと合弁で設立。BBフォンを扱い、OA機器販社でもある。現在は完全子会社。
- フォーバル・リアルストレート：不動産関連サービス。
- プロセス・マネジメント：ワイズノットと合弁で作った業務アウトソーシング会社。現在は完全子会社。
- ヴァンクール：OA機器販売会社。
- フォーバルテクノロジー：情報通信機器関連の設置工事。
- リンクアップ：移動体通信事業。
- アイテック：アウトソーシング業・通信教育業。

### 主な持分法適用会社
- エイエフシー：長野県を中心に活動するOA機器販売会社。

### かつて連結子会社であった会社
- エイジェイオーエル（現・ユーワールド）：フォーバル総合研究所として設立、「21世紀の生協を目指す」として専用FAX端末を用いたFAX通信サービス「かもめサービス」を展開。このビジネスモデルは連鎖販売取引との指摘を受ける[4]。2005年に資本関係を解消。
- インスパイアー（旧・フォーバルクリエーティブ）：セキュリティー商品の専門商社。2008年3月にTSUZUKI新生ファンドが公開TOBを実施、フォーバルが応じて親会社が異動した。同年10月に社名変更。2015年10月、破産手続開始決定。
- テレコムネット：北陸で活動するOA機器販売会社。2009年10月全株式を売却。
- フォーバルキャリアファーム：人材派遣業。2011年2月会社清算。
- ジュリアーニ・セキュリティ&セーフティ・アジア：元ニューヨーク市長ルドルフ・ジュリアーニの経営するジュリアーニパートナーズのセキュリティ・コンサルティング・ファームの日本法人である総合セキュリティーコンサル会社。CEOに齋藤ウィリアム浩幸、最高顧問に初代内閣安全保障室長の佐々淳行が就任[5]、役員にルドルフ・ジュリアーニ、FBI出身のパスカル・J・ドゥモローがいた。債務超過が継続し、2012年8月に解散を決議。